# Губин, Виктор Викторович
Виктор Викторович Губин (30 сентября 1948 — 3 марта 2007) — предприниматель, музыкальный продюсер и отец певца Андрея Губина, был вице-президентом Российской товарно-сырьевой биржи, научный сотрудник, художник-карикатурист журнала «Крокодил», известный под псевдонимом С. Веткин.

## Биография
Окончил ВУЗ в Ленинграде, защитил диссертацию, работал в Уфе научным сотрудником в НИИ, обслуживающем нефтегазовые комплексы.
Работал карикатуристом в журнале «Крокодил» и др…
В 1980-е годы был внештатным руководителем группы карикатуристов в редакции газеты «Труд».
Был вице-президентом Российской товарно-сырьевой биржи. Являлся продюсером Андрея, владел несколькими звукозаписывающими студиями.
Скончался 3 марта 2007 года в 58 лет от рака..

## Семья
Губины поселились в Уфе в 1952 году, приехав из Москвы.
- Прадеда Губина сослали из Москвы в Амурскую область, деда Евдокима Губина убили в тюрьме в первые годы Советской власти.[5]
- Отец — Виктор Евдокимович Губин первый ректор УГНТУ, (17.03.1919 — 03.09.1996)[6]
- Мать — Валентина Емельяновна Губина — преподавала в Школе МВД историю КПСС, но окончила театральное училище, так как муж был против, актрисой не стала, потом окончила исторический факультет в Уфе.[5]
- Брат — Андрей Викторович Губин (род. 19.10.1959) — в 1999—2005 — заместитель Председателя Правления Инновационного строительного банка «Башинвест», 2005—2011 — председатель Правления ОАО «Регионального банка развития».[5][7]
- Сестра — Анна Викторовна (д. Губина) окончила ВУЗ в Ленинграде.[5]
- Жена — Светлана Васильевна Губина (25.10.1948 — 14.06.2012), была домохозяйкой и воспитательницей в детском садике. У Светланы и Виктора родился внебрачный сын — Андрей и через несколько лет дочь — Анастасия. Поскольку на тот момент Светлана официально была замужем за Валерием, то Андрея и Анастасию записали на фамилию первого мужа Светланы. Только когда Андрею было семь лет, Светлана и Виктор узаконили свои отношения и переехали в Москву. Светлана Васильевна умерла 14 июня 2012 года от сердечного приступа[3][4][8][9].
- Сын — Андрей Викторович Губин (род. 1974) — певец, композитор, поэт и продюсер.
- Дочь — Анастасия Викторовна Боева (по мужу) (урожденная Клементьева) (род. 16.12.1980), училась на экономическом факультете ВГИКа по специальности «менеджер по производству и реализации аудиовизуальной продукции»[3][4][10] . Замужем. Есть сын Андрей Боев (род. 2005).